# 5 مايو
- السبت
- الأحد
- الاثنين
- الثلاثاء
- الأربعاء
- الخميس
- الجمعة

- 2628 شوال 1446  هـ
- 2729 شوال 1446  هـ
- 2830 شوال 1446  هـ
- 291 ذو القعدة 1446  هـ
- 302 ذو القعدة 1446  هـ
- 13 ذو القعدة 1446  هـ
- 24 ذو القعدة 1446  هـ
- 35 ذو القعدة 1446  هـ
- 46 ذو القعدة 1446  هـ
- 57 ذو القعدة 1446  هـ
- 68 ذو القعدة 1446  هـ
- 79 ذو القعدة 1446  هـ
- 810 ذو القعدة 1446  هـ
- 911 ذو القعدة 1446  هـ
- 1012 ذو القعدة 1446  هـ
- 1113 ذو القعدة 1446  هـ
- 1214 ذو القعدة 1446  هـ
- 1315 ذو القعدة 1446  هـ
- 1416 ذو القعدة 1446  هـ
- 1517 ذو القعدة 1446  هـ
- 1618 ذو القعدة 1446  هـ
- 1719 ذو القعدة 1446  هـ
- 1820 ذو القعدة 1446  هـ
- 1921 ذو القعدة 1446  هـ
- 2022 ذو القعدة 1446  هـ
- 2123 ذو القعدة 1446  هـ
- 2224 ذو القعدة 1446  هـ
- 2325 ذو القعدة 1446  هـ
- 2426 ذو القعدة 1446  هـ
- 2527 ذو القعدة 1446  هـ
- 2628 ذو القعدة 1446  هـ
- 2729 ذو القعدة 1446  هـ
- 281 ذو الحجة 1446  هـ
- 292 ذو الحجة 1446  هـ
- 303 ذو الحجة 1446  هـ
- 314 ذو الحجة 1446  هـ
- 15 ذو الحجة 1446  هـ
- 26 ذو الحجة 1446  هـ
- 37 ذو الحجة 1446  هـ
- 48 ذو الحجة 1446  هـ
- 59 ذو الحجة 1446  هـ
- 610 ذو الحجة 1446  هـ

5 مايو أو 5 أيَّار أو 5 مايس أو 5 نوَّار أو يوم 5 \ 5 (اليوم الخامس من الشهر الخامس) هو اليوم الخامس والعشرون بعد المئة (125) من السنوات البسيطة، أو اليوم السادس والعشرون بعد المئة (126) من السنوات الكبيسة وفقًا للتقويم الميلادي الغربي (الغريغوري). يبقى بعده 240 يوما لانتهاء السنة.

## أحداث
- 1260 - قوبلاي خان يتولى حكم إمبراطورية المغول.
- 1494 - المستكشف كريستوفر كولومبوس يكتشف جامايكا.
- 1762 - التوقيع على «معاهدة سانت بطرسبرغ» بين الإمبراطورية الروسية وبروسيا.
- 1808 - كانتون أرجاو في سويسرا يلغي مواطنة تابعي الديانة اليهودية.
- 1835 - افتتاح أول خط سكة حديد في أوروبا القارية يصل بين ميشلين وبروكسل في بلجيكا.
- 1871 - مقتل المجاهد الجزائري محمد المقراني في ساحة القتال بالقرب من مدينة البويرة.
- 1893 - انهيار سوق نيويورك للأوراق المالية مما سبب كساد اقتصادي كبير.
- 1916 - الولايات المتحدة تغزو جمهورية الدومنيكان.
- 1931 - تأسيس جمعية العلماء المسلمين الجزائريين.
- 1936 - القوات الإيطالية تحتل أديس أبابا.
- 1940 - اللاجئين النرويجيين أثناء الحرب العالمية الثانية يشكلون حكومة منفى في لندن.
- 1941 - الإعلان عن استقلال إثيوبيا وذلك بعودة الإمبراطور هيلا سيلاسي.
- 1943 - تنصيب الأمين باي بن محمد الحبيب ملكًا على تونس.
- 1945 - القوات البريطانية والكندية تحرران هولندا والدنمارك من احتلال ألمانيا النازية وذلك بعد استسلام قواتها لهم، وذلك قرابة نهاية الحرب العالمية الثانية.
- 1949 - بلجيكا والدنمارك وفرنسا وجمهورية أيرلندا وإيطاليا ولوكسمبورغ وهولندا والنرويج والسويد والمملكة المتحدة يوقعون معاهدة لندن والتي أسست مجلس أوروبا، وقد اختيرت مدينة ستراسبورغ مقرًا للمجلس.
- 1950 - بوميبول أدولياديج يتوج نفسه ملكًا على تايلاند.
- 1955 - ألمانيا الغربية تحصل على سيادتها كاملة وإعلانها دولة مستقلة تحت اسم جمهورية ألمانيا الاتحادية.
- 1980 - القوات الخاصة البريطانية تقتحم السفارة الإيرانية في لندن.
- 2006 - الحكومة السودانية توقع اتفاقًا مع حركة تحرير السودان.
- 2010 - الإعلان عن وفاة رئيس نيجيريا عمر يارادوا بعد صراع طويل مع المرض قام خلاله بتسليم السلطة لنائبه غودلاك جوناثان.
- 2011 - محكمة مصرية تصدر حكمًا على وزير الداخلية السابق حبيب العادلي بالسجن لمدة 12 عامًا وذلك بتهم التربح غير المشروع وغسيل الأموال، ليكون بذلك أول حكم يصدر على مسؤول في النظام السابق قبل ثورة 25 يناير.
- 2016 - حريق هائل في كندا يدفع عشرات الآلاف من السكان إلى النزوح من مدينة فورت ماكموراي.
- 2018 - إطلاق المسبار الفضائي إنسايت بنجاح نحو المريخ.
- 2019 -
  - مرشّح حزب الديمقراطيين الاشتراكيين ستيفو بنداروفسكي، يفوز بنسبة 53,59%، بالجولة الثانية من الانتخابات الرئاسية في جمهورية شمال مقدونيا.
  - مرشّح الحزب الثوري الديمقراطي (الاشتراكي) لورنتينو كورتيزو، يفوز بنسبة 33,27%، في الانتخابات الرئاسية في بنما.
  - الطائرة الروسيَّة رحلة رقم 1492 إيروفلوت تهبط اضطراريًّا في مطار شيريميتييفو الدولي بُعيد إقلاعها بِقليل لاشتعال النيران فيها، مما أدَّى إلى مقتل 41 راكبًا من أصل 78 كانوا على متنها.

## مواليد
- 1747 - ليوبولد الثاني، إمبراطور الإمبراطورية الرومانية المقدسة.
- 1813 - سورين كيركغور، فيلسوف دنماركي.
- 1818 - كارل ماركس، فيلسوف ألماني.
- 1826 - الإمبراطورة أوجيني، زوجة الإمبراطور نابليون الثالث.
- 1845 - يوسف باخوس، صحفي ولغوي وشاعر عثماني لبناني.
- 1846 - هنريك سينكيفيتش، كاتب بولندي حاصل على جائزة نوبل في الأدب عام 1905.
- 1868 - إميل شاسينات، عالم مصريات فرنسي.
- 1880 - جورج أبيض، فنان مصري من أصل لبناني.
- 1883 - أرشيبالد ويفل، عسكري بريطاني.
- 1906 - فردوس محمد، ممثلة مصرية.
- 1923 - ميخائيل ييغوروف، عسكري سوفييتي في الحرب العالمية الثانية.
- 1926 - حسام الدين مصطفى، مخرج مصري.
- 1940 - لانس هنريكسن، ممثل أمريكي.
- 1950 - كوكوش، مغنية إيرانية.
- 1962 -
  - محمد عبد الله محمد، رئيس الصومال (2017 – 2022).
  - كاورو وادا، ملحن ياباني.
- 1964 - توم ريس، كاتب ومؤرخ أمريكي.
- 1967 - تاكهيتو كوياسو، مثل أداء صوتي ياباني.
- 1977 - أسماء صفاء، ممثلة عراقية.
- 1978 - برونو تشيرو، لاعب كرة قدم فرنسي.
- 1979 - هند، مغنية بحرينية.
- 1981 -
  - كريغ دايفد، مغني إنجليزي.
  - أزهار الحلواجي، ممثلة إماراتية
- 1985 - يوسف السالم، لاعب كرة قدم سعودي.
- 1988 - أديل، مغنية إنجليزية.
- 1991 - صمود، ممثلة كويتية.

## وفيات
- 1821 - نابليون بونابرت، زعيم فرنسي.
- 1871 - محمد المقراني، مجاهد جزائري.
- 1921 - ألفريد هيرمان، ناشط سلام نمساوي حاصل على جائزة نوبل للسلام عام 1911.
- 1945 - عبد الله الزايد، صحفي وشاعر بحريني.
- 1959 - كارلوس سافيدرا لاماس، سياسي أرجنتيني حاصل على جائزة نوبل للسلام عام 1936.
- 2006 - جورج إفرام، سياسي لبناني.
- 2007 -
  - الأمير عبد المجيد بن عبد العزيز آل سعود، أمير منطقة مكة المكرمة.
  - حسن الكرمي، أديب وإعلامي فلسطيني.
- 2010 - عمر يارادوا، رئيس نيجيريا.
- 2017 - إعلي ولد محمد فال، رئيس موريتانيا الأسبق.
- 2019 - رباح مهنا، طبيب وسياسي فلسطيني.
- 2020 - محمد محمود الطبلاوي، نقيب القراء المصري.
- 2024 - بلقاسم بوقنة، مطرب تونسي.

## أعياد ومناسبات
- يوم الطفل في اليابان وكوريا الجنوبية.[1][2]
- عيد الشهداء في ألبانيا.
- عيد التحرير في الدنمارك وهولندا وإثيوبيا.
- عيد ميلاد بوذا في هونغ كونغ وماكاو وكوريا الجنوبية وتايوان.
- عيد المعلم في اليمن.

## وصلات خارجية
- وكالة الأنباء القطريَّة: حدث في مثل هذا اليوم.
- النيويورك تايمز: حدث في مثل هذا اليوم.
- BBC: حدث في مثل هذا اليوم.